# Wolfram Sander
Wolfram Sander  (* 22. Oktober 1954 in  Heidelberg) ist ein deutscher Chemiker und Hochschullehrer für organische Chemie an der Ruhr-Universität Bochum (Organische Chemie II).
Sander studierte 1973 bis 1979 Chemie an der Universität Heidelberg. 1982 wurde er promoviert, war als Postdoktorand an der University of California und habilitierte sich 1989. Er war 1989 Winnacker-Preisträger und 1990 Heisenberg-Stipendiat. 1990 wurde er Professor an der TU Braunschweig und 1993 in Bochum. Einen Ruf an die Universität Marburg (2001) lehnte er ab.
Er untersucht mit Methoden der Spektroskopie und theoretischen Quantenchemie den Ablauf organischer Synthesereaktionen über hochreaktive Zwischenstufen (Phenyl-Kation, Dehydroaromate, Carbene, Nitrene). Außerdem befasst er sich mit nicht-kovalenten, schwachen Wechselwirkungen von Molekülen insbesondere bei Proteinen.
Er ist Sprecher der Bochumer Forschergruppe Die Aggregation kleiner Moleküle mit präzisen Methoden verstehen – Experiment und Theorie im Wechselspiel und der Bochumer Graduate School of Chemistry and Biochemistry (2007).
2007 erhielt er die Adolf-von-Baeyer-Denkmünze wie schon sein Lehrstuhl-Vorgänger Wolfgang Kirmse. 1988 erhielt er den Karl Freudenberger Preis der Heidelberger Akademie der Wissenschaften.